# Francisco Rizi
Francisco Rizi ou Francisco Ricci de Guevara (Madri, [[9 de abril de 1614 — San Lorenzo de El Escorial, 2 de agosto de 1685) foi um pintor barroco espanhol de ascendência italiana.
Ele nasceu em Madri. Seu pai, Antonio Ricci, era um pintor italiano, originário de Ancona, que foi para a Espanha em 1583 para fazer trabalhos decorativos em El Escorial. Seu irmão, Juan Rizi, também se tornou pintor. Depois de iniciar seu aprendizado na oficina de seu pai, estudou com Vicente Carducho, também de origem italiana.
Graças à influência de Carducho, conseguiu fazer contactos na Corte Real em 1634. Após a morte de Carducho em 1638, juntou-se a vários outros pintores para criar decorações para o Salão Dourado do Alcácer Real de Madrid. Estes foram destruídos no Grande Incêndio de 1734.
Entre 1640 e 1649, tornou-se um dos primeiros pintores da Espanha a adotar o estilo barroco. Um exemplo notável é o grande retábulo feito para os Capuchinhos, num estilo que lembra Peter Paul Rubens ou Anthony van Dyck. Em 1649, providenciou condecorações para comemorar a chegada de Maria Ana de Áustria, Rainha de Espanha, para se tornar Rainha, o que o levou ao conhecimento da Corte. Também manteve laços estreitos com a Catedral de Toledo, criando inúmeras telas e afrescos; nomeadamente pela famosa "Capela dos Oitavos" (o Ochavo). Em 1653, foi nomeado oficial "Pintor da Sé", cargo que manteria até à sua morte. [1]
Em 1656, foi oficialmente nomeado "Pintor do Rei". Isso deu início a uma grande série de encomendas de instituições religiosas que o manteriam ocupado ao longo da década de 60. Também abriu uma oficina onde artistas como Claudio Coello receberam sua primeira formação. Durante muitos desses anos, e até a década de 70, foi Diretor de decoração de palco do teatro do Palácio do Bom Retiro. Em 1661, foi-lhe concedida permissão para viver no Real Alcázar. [1]
Em 1671, foi preterido para o cargo de Pintor de Câmara da Rainha D. Mariana. O cargo foi para Juan Carreño de Miranda e, dois anos depois, ele apresentou queixa formal, alegando antiguidade. Em 1675, a Rainha concedeu-lhe uma pequena pensão, mas a sua posição na corte nunca se recuperou totalmente. Ele continuou em boa situação com as autoridades religiosas, no entanto.
Em 1685, recebeu uma grande encomenda para uma tela monumental em El Escorial, representando a "Forma Sagrada". Ele morreu repentinamente enquanto trabalhava nisso lá. Foi finalizado por seu aluno, Claudio Coello.